# Anelosimus vittatus
Anelosimus vittatus (C. L. Koch, 1836) è un ragno appartenente alla famiglia Theridiidae.

## Distribuzione
La specie è stata rinvenuta in varie località della regione paleartica.

## Tassonomia
Non sono stati esaminati esemplari di questa specie dal 2008.
A dicembre 2013, non sono note sottospecie